# Pardalotus rubricatus
Il pardaloto cigliarosse (Pardalotus rubricatus Gould, 1838) è un uccello passeriforme della famiglia Pardalotidae.

## Etimologia
Il nome scientifico della specie, rubricatus, deriva dal latino e significa "segnato di ocra rossa", in riferimento alla loro livrea.

## Descrizione

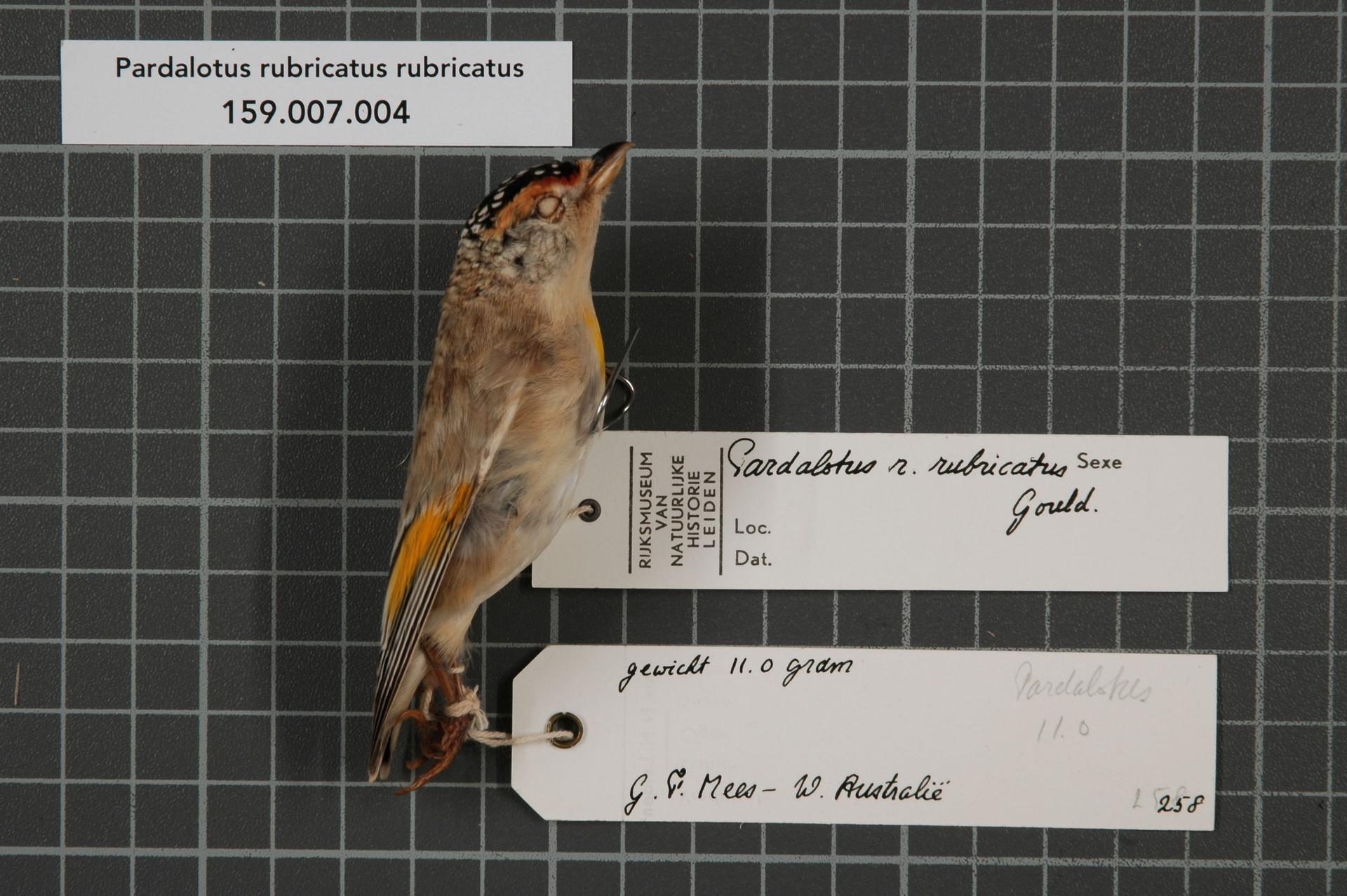
Veduta laterale di maschio impagliato.

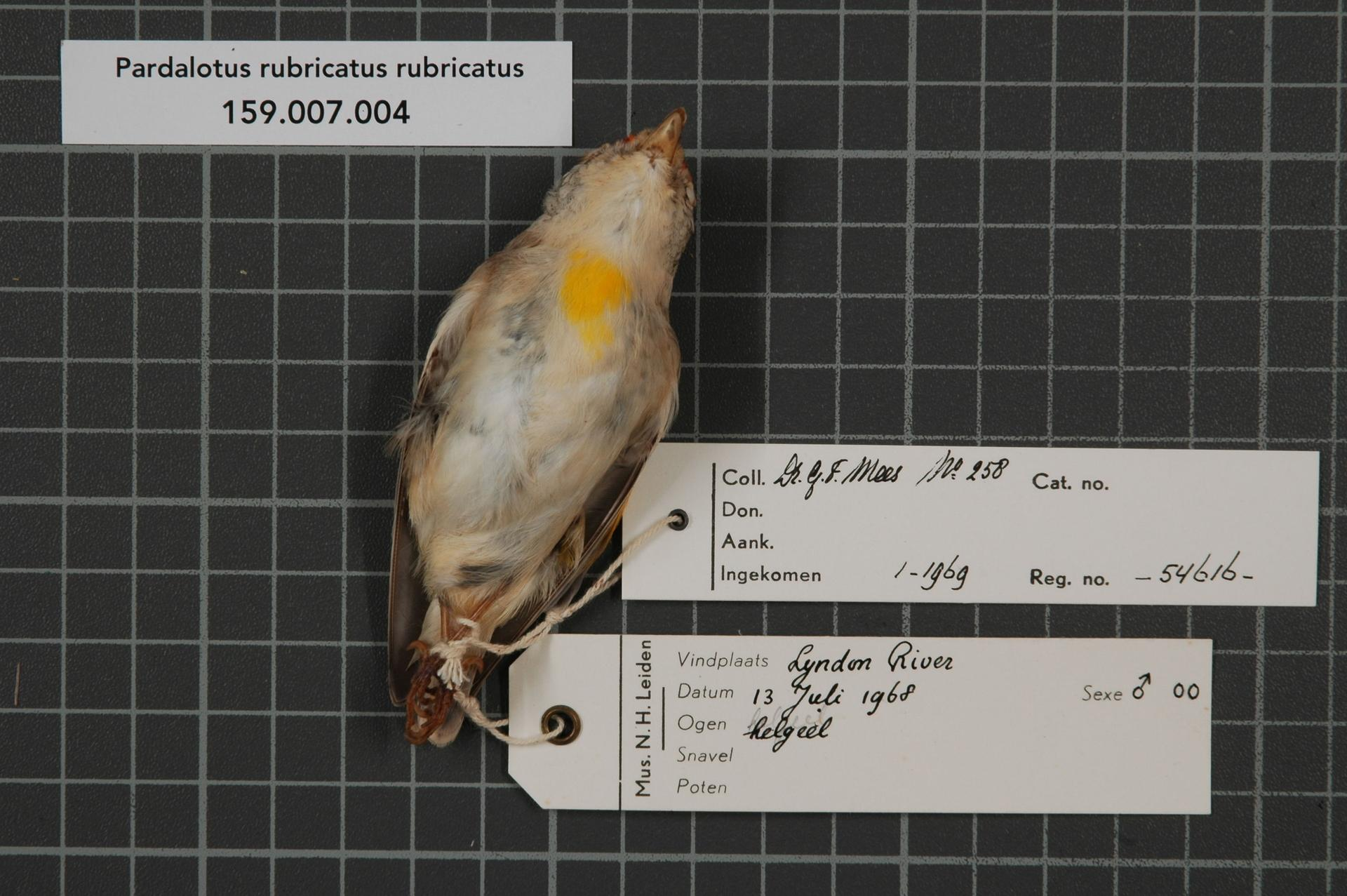
Veduta ventrale di maschio impagliato.

### Dimensioni
Misura 9-11,5 cm di lunghezza, per 9-14 g di peso.

### Aspetto
Si tratta di uccelli dall'aspetto robusto e paffuto, muniti di grossa testa con becco corto e forte di forma conica, ali appuntite, zampe corte e forti e coda corta e squadrata.
Il piumaggio è nero su fronte e calotta, con singole penne munite ciascuna di una macchia circolare bianca sulla punta, mentre il sopracciglio (come intuibile sia dal nome comune che dal nome scientifico) è di colore giallo-arancio: dello stesso colore è anche una macchia romboidale al centro del petto, mentre testa e dorso sono grigi, le copritrici e coda sono nere con singole penne dagli orli bianchi, le remiganti sono nere con base giallo-dorata, il codione ed il sottocoda sono giallastri e gola, petto e ventre sono di color bianco-beige con sfumature rosate. Dai lati del becco all'area dell'orecchio è presente una sottile banda nerastra che attraversa l'occhio, a formare una mascherina.
Il becco è di colore grigiastro con punta più scura e tendente al nerastro, le zampe sono di color carnicino-bluastro e gli occhi sono di colore bruno-ambrato.

## Biologia
Si tratta di uccelli principalmente diurni, che vivono da soli o in coppie, passando la maggior parte della giornata fra gli alberi alla ricerca di cibo, emettendo saltuariamente a scopo territoriale un richiamo che consiste in 2-6 note fischiate piuttosto alte.

### Alimentazione
La dieta di questi uccelli è basata sulle larve di psillidi, ricche di melata, che rinvengono fra le foglie degli eucalipti: essi si nutrono inoltre (sebbene in misura minore) di una varietà di altri piccoli insetti ed invertebrati, bacche e frutta.

### Riproduzione
Questi animali sembrerebbero in grado di riprodursi durante tutto l'arco dell'anno, con picchi fra agosto ed ottobre, favorendo per dare inizio alla nidificazione i periodi immediatamente successivi alle piogge.

Si tratta di uccelli monogami, nei quali ambedue i sessi collaborano nelle varie fasi dell'evento riproduttivo.
Il nido è a forma di coppa e viene costruito di preferenza in una camera ovale in fondo a un tunnel che può superare il metro e venti di lunghezza: i pardaloti cigliarosse solitamente scavano i propri tunnel in cumuli di terra smossa da poco o nei terreni a prevalenza sabbiosa, ma possono servirsi anche di tane scavate in precedenza da altri animali (ratti canguro, bilby o topi saltatori) o in tubature poggiate sul terreno, così come nidificare in cavità dei rami spezzati anche non nelle immediate vicinanze del suolo.

Nella camera di cova, foderata nella metà inferiore di fibre vegetale, pelo e pezzetti di corteccia, la femmina depone 3-4 uova biancastre arrotondate e lucide, che essa si alterna a covare col maschio per una ventina di giorni, al termine dei quali schiudono pulli ciechi ed implumi.

I nidiacei vengono nutriti e accuditi da ambedue i genitori: in tal modo, essi s'involano attorno ai venti giorni di vita, rendendosi del tutto indipendenti dai genitori (che cominciano frattanto a seguire nei loro movimenti alla ricerca di cibo, chiedendo loro sempre più sporadicamente l'imbeccata) attorno al mese e mezzo dalla schiusa.

## Distribuzione e habitat

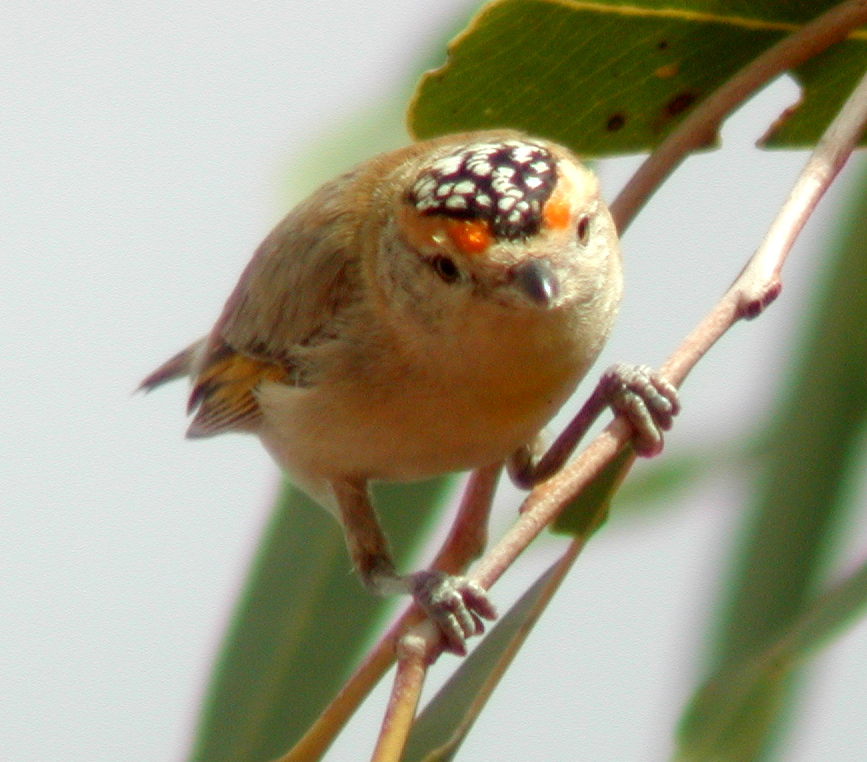
Esemplare nel Territorio del Nord.

Il pardaloto cigliarosse è endemico dell'Australia, della quale occupa un vasto areale che comprende praticamente tutto il territorio a nord del bacino del lago Eyre, spaziando da Geraldton ad ovest a Rockhampton ad est e mancando praticamente solo dalla fascia costiera della terra di Arnhem e dall'area di confine fra Pilbara e Kimberley.
L'habitat di questi uccelli è rappresentato dalle aree boschive o cespugliose a predominanza di eucalipto, con predilezione per la foresta ripariale.

## Tassonomia
Se ne riconoscono due sottospecie:
- Pardalotus rubricatus rubricatus Gould, 1838 - la sottospecie nominale, diffusa nella stragrande maggioranza dell'areale occupato dalla specie;
- Pardalotus rubricatus yorki Mathews, 1913 - più piccola e dai colori più vividi, endemica della penisola di Capo York;

Alcuni autori riconoscerebbero inoltre una sottospecie parryi della porzione più occidentale dell'areale (sinonimizzata con la nominale) ed una sottospecie carpentariae della costa orientale del golfo di Carpentaria (sinonimizzata con yorki).